# Amt Marienburg
Das Amt Marienburg war ein historisches Verwaltungsgebiet des Hochstifts Hildesheim, später des Königreichs Hannover bzw. der preußischen Provinz Hannover.

## Geschichte
Das Amt Marienburg bildete sich um die gleichnamige, 1346/49 errichtete stiftshildesheimische Marienburg, der durch die bischöfliche Verwaltung einige Dörfer unterstellt wurden. 1675 bis 1688 war das Amt an den späteren Hildesheimer Bischof Jobst Edmund von Brabeck als Drost verliehen. Danach lag die Verwaltung wieder in den Händen von stiftshildesheimischen Amtmännern bzw. Amtsschreibern.
Nach der Säkularisation des Hochstifts (1802) fiel es an Preußen, 1807 an das Königreich Westphalen, unter dessen Herrschaft die alten Verwaltungsstrukturen zerschlagen wurden. Mit dem Übergang an das Königreich Hannover 1815 wurde das Amt wiederhergestellt und vergrößert. 1823 wurde es mit dem Amt Steuerwald zum Amt Steuerwald-Marienburg (mit Sitz in Hildesheim) vereinigt. 1844 ging es im Amt Hildesheim auf. 1852 wurde dieses Amt wieder in die Ämter Hildesheim und Marienburg aufgeteilt. 1859 wurde das Amt Steinbrück in das Amt Marienburg eingegliedert. Ab 1867 bildete das Amt Marienburg mit den Ämtern Alfeld (Leine) und Gronau den (Steuer-)Kreis Marienburg. 1885 wurde es in die Kreisverfassung überführt.

## Gemeinden
Die folgende Tabelle listet alle Gemeinden, die dem Amt Marienburg bis 1807 angehört haben. Dazu zählen Marktflecken, Dörfer und Weiler, aber ggf. auch Klöster, Einzelhäuser und ähnliche Liegenschaften, wenn sie im zu Grunde liegenden Verzeichnis genannt sind. In Spalte 2 ist die Anzahl aller Haushalte im Jahre 1760 verzeichnet, und zwar Freie Häuser, Vollhöfe, Halbspännerhöfe, Viertelspännerhöfe, Großköthnerhöfe, Kleinköthnerhöfe und Brinksitzer zusammengenommen (im Original jeweils einzeln aufgeführt). In Spalte 3 ist die Einwohnerzahl im Jahr 1910 verzeichnet, in Spalte 4 die heutige Gemeindezugehörigkeit. Weitere Anmerkungen stehen in der letzten Spalte. Die Gemeinden in diesem Amt waren vergleichsweise sehr klein.
| Altgemeinde  | Haushalte | 1910 | heutige Gemeinde | Anmerkung                                                                  |
| ------------ | --------- | ---- | ---------------- | -------------------------------------------------------------------------- |
| Bajouls Haus | 1         | –    | –                | heute ein unbekannter Ort                                                  |
| Barienrode   | 12        | 123  | Diekholzen       |                                                                            |
| Detfurth     | 17        | 160  | Bad Salzdetfurth | Detfurt                                                                    |
| Diekholzen   | 31        | 580  | Diekholzen       | Dickholzen                                                                 |
| Egenstedt    | 19        | 186  | Diekholzen       |                                                                            |
| Groß Düngen  | 39        | 555  | Bad Salzdetfurth | Grossen Düngen                                                             |
| Hockeln      | 24        | 182  | Bad Salzdetfurth | Hockelum                                                                   |
| Klein Düngen | 20        | 200  | Bad Salzdetfurth | Kleinen Düngen                                                             |
| Marienburg   | 1         | 253  | Hildesheim       | Amtshaus, 1910: Gutsbezirk                                                 |
| Marienrode   | 1         | 121  | Hildesheim       | Zisterzienserkloster Marienroda, 1910: Gutsbezirk                          |
| Neuhof       | 1         | 349  | Hildesheim       | Neuenhof, ein Vorwerk mit Gutshof des Klosters Marienroda                  |
| Ochtersum    | 24        | 421  | Hildesheim       |                                                                            |
| Röderhof     | 1         | 31   | Diekholzen       | freier Außenhof, ehemals zu Kartäuserorden in Hildesheim, 1910: Gutsbezirk |
| Söhre        | 48        | 515  | Diekholzen       | größtes Dorf im Amt                                                        |
| Trillke      | 1         | –    | Hildesheim       | Trillecke, freier Meierhof                                                 |
| Wesseln      | 30        | 377  | Bad Salzdetfurth | Wesselum                                                                   |

Bei seiner Aufhebung (1885) umfasste das Amt folgende Gemeinden:
| - Achtum-Uppen - Ahstedt - Barienrode - Bettmar - Bettrum - Diekholzen - Dingelbe - Dinklar - Detfurth | - Egenstedt - Einum - Farmsen - Feldbergen - Garmissen-Garbolzum - Groß Düngen - Groß Himstedt - Heinde - Hockeln | - Hoheneggelsen - Itzum - Kemme - Klein Düngen - Klein Himstedt - Lechstedt - Listringen - Marienburg - Marienrode | - Mölme - Moritzberg - Nettlingen - Neuhof - Ochtersum - Oedelum - Ottbergen - Röderhof | - Salzdetfurth - Schellerten - Söhlde - Söhre - Steinbrück - Wendhausen - Wesseln - Wöhle |

## Amtmänner
- 1611–1632: Johann Heistermann
- 1632–1643: Johann Lappen
- 1643–1688: Verwaltung durch Amtsschreiber
- 1688–1716: Jobst Schiller
- 1716–1734: Walter Schiller
- 1734–1749: Karl Josef Anton Schiller
- 1749–1760: Carl Heinrich Flöckher
- 1760–1770: Jobst Edmund Josef Heinemann
- 1777–1802: Friedrich Straub
- 1818–1823: Werner Joseph Rotermund
- 1823–1852: von Steuerwald bzw. Hildesheim verwaltet
- 1852–1863: Johann Heinrich Otto Karl Küper
- 1864: Alexander Wilhelm Julius Rasch (vertretungsweise)
- 1864–1876: Friedrich Wilhelm Schaake, Amtmann, ab 1868 Kreishauptmann
- 1876–1884: Carl (von) Rose, Amtmann und Kreishauptmann